# CSD Villa Española
Club Social y Deportivo Villa Española − wielosekcyjny urugwajski klub sportowy z siedzibą w Villa Española, będącej jedną z dzielnic Montevideo. Specjalizuje się głównie w boksie, piłce nożnej i lekkoatletyce.

## Historia
Pierwszy klub sportowy w Villa Española powstał w 1924, ale istniał tylko przez krótki okres. Obecny klub został założony 18 sierpnia 1940 pod nazwą Villa Española Boxing Club, na bazie istniejącej już wcześniej drużyny pięściarskiej. 10 lat później powstała również sekcja piłki nożnej, której zawodnicy początkowo rywalizowali pod nazwą Centenario Juniors (obecną nazwę drużyna piłkarska nosi od 1952). Z czasem powstały również inne sekcje, m.in. lekkoatletyczna, piłki ręcznej, piłki siatkowej i koszykówki.

## Symbole
Barwy klubu to czerwień i żółć, które zostały zaczerpnięte z flagi Hiszpanii. Herb przedstawia tarczę z wizerunkami rękawic bokserskich, piłki oraz biegacza, co odzwierciedla trzy najważniejsze sekcje klubu.

## Piłka nożna
W 1997 klub Villa Española grając w drugiej lidze (Segunda división uruguaya) jako beniaminek awansował po raz pierwszy w historii do pierwszej ligi urugwajskiej Primera División Uruguaya, w której zadebiutował w 1998. Ostatni raz w pierwszej lidze klub grał w 2003. Kłopoty finansowe sprawiły, że klub nie przystąpił do rozgrywek drugiej ligi, co spowodowało, że spadł do trzeciej. W 2006 klub miał przystąpić do rozgrywek trzeciej ligi urugwajskiej Liga Metropolitana, jednak przeciągające się problemy finansowe sprawiły, że musiał wycofać się z ligi profesjonalnej. W sezonie 2007/08 klub ponownie przystąpił do rozgrywek drugiej ligi urugwajskiej.

### Osiągnięcia
- Mistrz trzeciej ligi urugwajskiej (Liga Metropolitana Amateur) (4): 1973, 1980, 1987, 1996
- Mistrz drugiej ligi urugwajskiej Segunda división uruguaya: 2001